# クエン酸三アンモニウム
クエン酸三アンモニウム（英：Triammonium citrate）は分子式がC6H17N3O7である化合物である。

## 概要
この特許は1986年よりも前に取得されている[2]。
この物質は重篤な眼の刺激、皮膚の刺激を引き起こし、呼吸器の刺激を引き起こす可能性がある。
European E number food additive seriesではE380として知られている。米国では「接着剤の成分としてのみ使用される間接的な食品添加物」として、また「一般に安全と認められている（GRAS）ヒト食品に直接添加される物質」として知られている。